# Luca Tauschmann
Luca Tauschmann (* 26. Juni 1991 in Fürstenfeld) ist ein ehemaliger österreichischer Fußballspieler.

## Karriere
Tauschmann, der in Altenmarkt bei Fürstenfeld aufwuchs, begann beim Nachwuchs des SC Fürstenfeld Fußball zu spielen. Dank seines Talents wurden die Scouts der Fußballakademie Steiermark auf ihn aufmerksam und holten ihn 2005 nach Graz. Bereits 2007 wurde er in die zweite Mannschaft des SK Sturm Graz übernommen.
Im Februar 2009 unterschrieb er beim SK Sturm Graz einen Vertrag als Fußballprofi und wurde in den Kader der ersten Mannschaft unternommen. Trainer Franco Foda gewährte im jedoch keinen Einsatz in der Bundesliga. Lediglich zweimal durfte er auf der Ersatzbank Platz nehmen.
Um Spielpraxis zu erhalten, wechselte Tauschmann im Sommer 2010, vorerst auf Leihbasis, zum TSV Hartberg in die Erste Liga. Sein erstes Profispiel bestritt er am 13. Juli 2010 unter Trainer Bruno Friesenbichler bei der 0:4-Auswärtsniederlage beim SCR Altach. Am 17. August 2010 erzielte der Abwehrspieler beim 3:1-Heimsieg gegen den First Vienna FC seinen ersten Treffer als Fußballprofi. Bei der 0:3-Auswärtsniederlage beim SKN St. Pölten am 19. November 2010 musste Tauschmann durch Schiedsrichter Bernhard Brugger die erste rote Karte als Profi hinnehmen.
Im Sommer 2012 endete nicht nur der Leihvertrag der Hartberger mit Sturm Graz, sondern auch der mittlerweile bis 2012 verlängerte Vertrag von Tauschmann bei Sturm Graz. Obwohl es sein Ziel war, zum SK Sturm Graz zurückzukehren, erhielt er kein Vertragsangebot von den Grazern. Tauschmann unterschrieb daraufhin einen Vertrag beim TSV Hartberg, der ihn bis Sommer 2014 an den Verein bindet. Bei den Oststeirern hatte der kopfballstarke Innenverteidiger einen Stammplatz in der Mannschaft.
Nach über 100 Zweitligaspielen für Hartberg wechselte er zur Saison 2014/15 zum Regionalligisten SC Kalsdorf. In seiner ersten Saison bei Kalsdorf absolvierte er 26 Spiele in der Regionalliga Mitte, in denen er drei Tore erzielen konnte. In der darauffolgenden Saison kam er auf 15 Ligapartien, in der Saison 2016/17 spielte er 22 Mal in der Liga.
Nach drei Jahren bei Kalsdorf schloss er sich im Sommer 2017 dem Ligakonkurrenten FC Gleisdorf 09 an. In der Saison 2017/18 absolvierte er 28 Spiele für den Verein in der Regionalliga. Nach einer Saison bei Gleisdorf wechselte er zur Saison 2018/19 zum fünftklassigen FC Schladming. In Schladming ist Tauschmann seither auch als Lehrer an der Ski-Akademie Schladming tätig. Nach seinem Studium in Bewegung und Sport sowie Geographie und Wirtschaftskunde unterrichtet er dort in den Bereichen Bewegung und Sport sowie Sport- und Eventmanagement. An der Ski-Akademie Schladming initiierte Tauschmann ab dem Schuljahr 2019/20 auch einen Fußball-Schwerpunkt, der in Zusammenarbeit mit der AKA Steiermark und dem Steirischen Fußballverband abgehalten wird.
Mit Saisonende 2020/21 beendete Tauschmann seine Karriere als Fußballspieler.